# 알류샨 해구

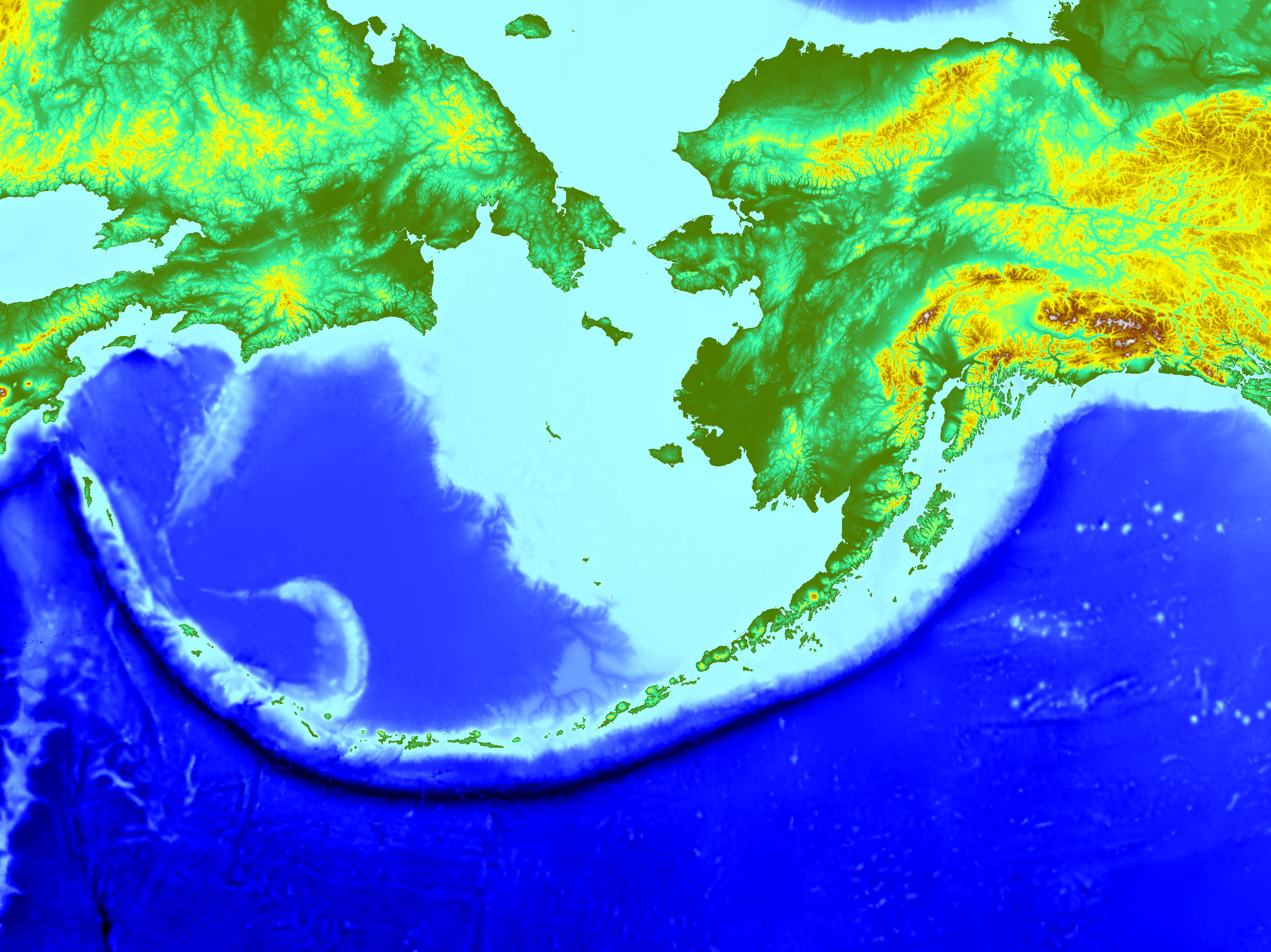
알류샨 해구

알류샨 해구 (Aleutian Trench) 은 알류샨 열도에 따른 해구이다.

## 같이 보기
- 쿠릴-캄차카 해구